# Lorenz Harth
Lorenz Harth (* 9. Februar 1913 in Mannheim; † 22. Juni 2002 in Glan-Münchweiler) war ein deutscher Politiker (NPD). Er war von 1967 bis 1971 Abgeordneter im Landtag von Rheinland-Pfalz.

## Leben
Nach dem Besuch der Volksschule ging Harth ab 1923 an die Oberrealschule in Ludwigshafen, an der er 1932 das Abitur ablegte. Im Anschluss nahm er ein Studium der Rechts- und Wirtschaftswissenschaften an den Universitäten in Heidelberg und Graz auf, das er 1936 mit der Prüfung zum Diplom-Kaufmann abschloss. Während seines Studiums war er von 1933 bis 1936 Mitglied der SA und des Nationalsozialistischen Deutschen Studentenbundes (NSDStB). Er beantragte am 22. Mai 1937 die Aufnahme in die NSDAP und wurde rückwirkend zum 1. Mai desselben Jahres aufgenommen (Mitgliedsnummer 5.749.247). Er wurde 1937 Wirtschaftsreferent beim SD in Neustadt an der Weinstraße. Von 1937 bis 1938 war er Assistent am Institut für Volkswirtschaftslehre der Universität Heidelberg, an dem er 1938 mit dem Dissertationsthema Produktions- und Betriebsprobleme der Schuhindustrie im Arbeitsamtsbezirk Pirmasens zum Dr. rer. pol. promoviert wurde. Von 1939 bis 1940 arbeitete er bei der Vereinigte Stahlwerke AG in Düsseldorf und fungierte dort als stellvertretender Leiter der Abteilung Hauptstatistik/Marktbeobachtung. Von 1940 bis 1945 nahm er als Soldat am Zweiten Weltkrieg teil, zuletzt als Leutnant.
Harth war von 1949 bis 1951 als Fachlehrer an einer Handelsschule tätig. Von 1951 bis 1953 war er bei der Badischen Bank in Mannheim angestellt und dort zuletzt Leiter der Auslandsabteilung. Nach einem Praktikum beim Institut für Demoskopie Allensbach arbeitete er von 1954 bis 1966 in leitender Funktion bei diversen Industrieunternehmen in Grünstadt, Siegburg, Düsseldorf und Kaiserslautern.
Harth trat 1964 in die NPD ein. Bei der Landtagswahl 1967 wurde er als Abgeordneter in den Landtag von Rheinland-Pfalz gewählt, dem er bis 1971 angehörte.